# Jan Svatopluk Presl
Jan Svatopluk Presl (Praga, 4 settembre 1791 – Praga, 6 aprile 1849) è stato un botanico ceco.
Fu il fratello del botanico Karel Bořivoj Presl (1794–1852). La società ceca di Botanica commemora i due fratelli, nominando il proprio periodico pubblicativo principale chiamandolo "Preslia" (fondato nel 1914). Egli è l'autore di molti termini scientifici in lingua ceca, di varie branche della scienza, inclusa la nomenclatura chimica in ceco.

## Opera principale
O přirozenosti rostlin aneb rostlinář, obsahugjcj popsánj a wyobrazenj rostlin podlé řádů přirozených zpořádané ... / wydán Bedřichem Wšejmjrem hrabětem z Berchtoldu a Janem Swatoplukem Preslem. Jos. Kaus, Prague 1823.